# 広島市信用組合
広島市信用組合（ひろしまししんようくみあい）は、広島県広島市中区に本店を置き、同市を中心に営業を展開する信用組合であり、「シシンヨー」の愛称で親しまれる。全国の信用組合で唯一、日本格付研究所（JCR）から格付けを取得。また、広島修道大学、広島経済大学と産学連携に関する協定を連結した。「広島市信用組合」という名称であるが、営業区域の拡大により2019年以降は広島県全域が営業区域となっている。

## 経営特徴
- 株式運用は行わず、投資信託や、NISAは取り扱わない[3]。よって、『算数の経営』による計算できる経営を実現。現理事長の山本明弘は「保険などのリスク商品は一切売りません。お客さまとのトラブルにつながります。あくまでも融資一本。」と強調する[4]。
- 不良債権を残さないバルクセールの徹底。バルクセールによって、営業店、本部の事務コストが大幅に軽減されている。不良債権の部分直接償却は行っていない。
- 預貸率90%を方針化しており、融資の判断は原則3日以内で決裁[2]。

## 知名度
2011年3月末時点
- 規模はやや小さいものの、「本業特化」「シンプルな経営」というビジネスモデルがマスコミ等に評価されている。また、全国の金融機関の中でも注目されており、他の金融機関からの視察がある。
- 2011年度から、マツダスタジアムでスポンサードゲームを開催。
- 中小企業白書では、地域密着型の金融機関の事例として掲載された。
- 官民ファンドに3億円、県下の金融機関を含め民間からの初めての出資を実施した[5]。

## 沿革
- 1952年　広島商工会議所にて創立総会開催。
- 1957年　西条信用組合を合併。
- 1972年　吉田信用組合を合併。
- 2001年　広島第一信用組合（竹原市）を合併。

## ATMについて
広島市信用組合のATM・CDでは、広島銀行のキャッシュカードは、平日8:45-18:00の出金は手数料が無料、左記以外の時間帯は時間外手数料が必要となる。また、「しんくみ お得ねっと」で提携している信用組合のキャッシュカードは、平日8:45-18:00の出金及び土曜9:00-14:00は手数料が無料となる。